# Song Hongjuan
Song Hongjuan, född 4 juli 1984, är en friidrottare från Kina. Hon deltog vid olympiska sommarspelen 2004.